# Igeltjärnen (Hidinge socken, Närke)
Igeltjärnen är en sjö i Lekebergs kommun i Närke och ingår i Norrströms huvudavrinningsområde.